# جون دبليو. كيرن
جون دبليو. كيرن (بالإنجليزية: John W. Kern)‏ هو محامي وسياسي أمريكي، ولد في 20 ديسمبر 1849 في الولايات المتحدة، وتوفي في 17 أغسطس 1917 في نفس البلد. حزبياً، نشط في الحزب الديمقراطي. وقد انتخب عضو مجلس ولاية إنديانا وانتخب عضو مجلس الشيوخ الأمريكي عن دائرة إنديانا (4 مارس 1911 – 3 مارس 1917).

## روابط خارجية
- جون دبليو. كيرن على موقع الموسوعة البريطانية (الإنجليزية)
- جون دبليو. كيرن على موقع إن إن دي بي (الإنجليزية)